# 溫尼伯河
溫尼伯河（英語：Winnipeg River）是加拿大境內的河流，由安大略省的伍兹湖（Lake of the Woods）流入馬尼托巴省的溫尼伯湖，最後經納爾遜河流入哈德遜灣。河流全長235公里，主要集水區在加拿大，集水區面積達15萬平方公里（即5.8萬平方英里），其中約2.9萬平方公里（即1.1萬平方英里）位於明尼蘇達州北部。
溫尼伯河位於蘇必略湖西部的分水嶺高度達100公里（即60英里），而溫尼伯的分水嶺也是1670年給予哈德遜灣公司的土地最東南端。
數千年以來，當地居民一直使用河道，便是百多年來的主要皮草貿易的重要路線。溫尼伯河是現時馬尼托巴省南部和安大略省的唯一主要水道，而當地居民利用獨木舟渡河。